# Russian Doll
Russian Doll è una serie televisiva statunitense ideata da Natasha Lyonne, Leslye Headland e Amy Poehler.

## Trama
Una donna, Nadia, si ritrova in un misterioso anello temporale, che la riporta ripetutamente alla festa del suo 36º compleanno, dopo bizzarre morti che la coinvolgono. Scopre poi che un'altra persona come lei sta vivendo la stessa situazione.

## Episodi
| Stagione         | Episodi | Pubblicazione |
| ---------------- | ------- | ------------- |
| Prima stagione   | 8       | 2019          |
| Seconda stagione | 7       | 2022          |

## Personaggi e interpreti

### Personaggi principali
- Nadia Vulvokov (stagioni 1-in corso), interpretata da Natasha Lyonne, doppiata da Selvaggia Quattrini.
- Maxine (stagioni 1-in corso), interpretata da Greta Lee, doppiata da Francesca Manicone.
- John Reyes (stagione 1), interpretato da Yul Vazquez, doppiato da Vittorio Guerrieri.
- Alan Zaveri (stagioni 1-in corso), interpretato da Charlie Barnett, doppiato da Emanuele Ruzza.
- Ruth Brenner (stagioni 1-in corso), interpretata da Elizabeth Ashley, doppiata da Melina Martello.
- Nora Vulvokov (stagioni 2-in corso, guest star stagione 1), interpretata da Chloë Sevigny, doppiata da Chiara Oliviero.

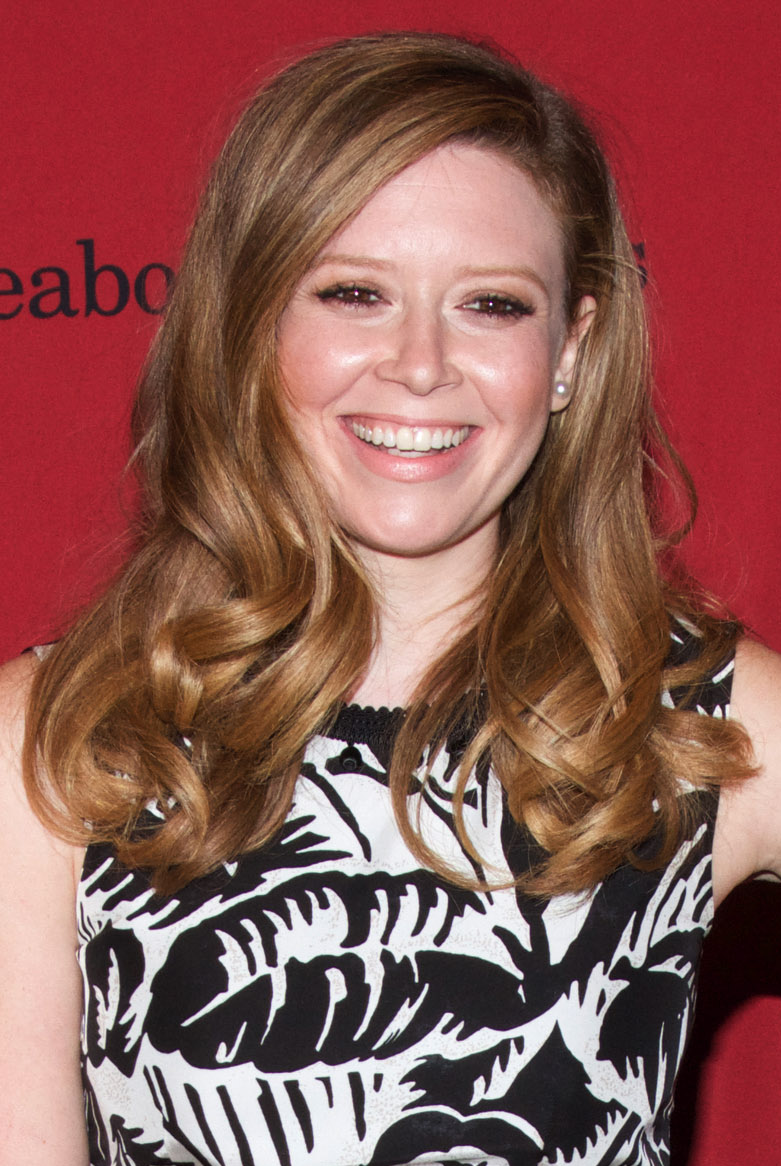
Natasha Lyonne.
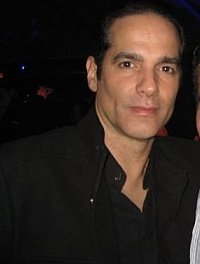
Yul Vazquez.
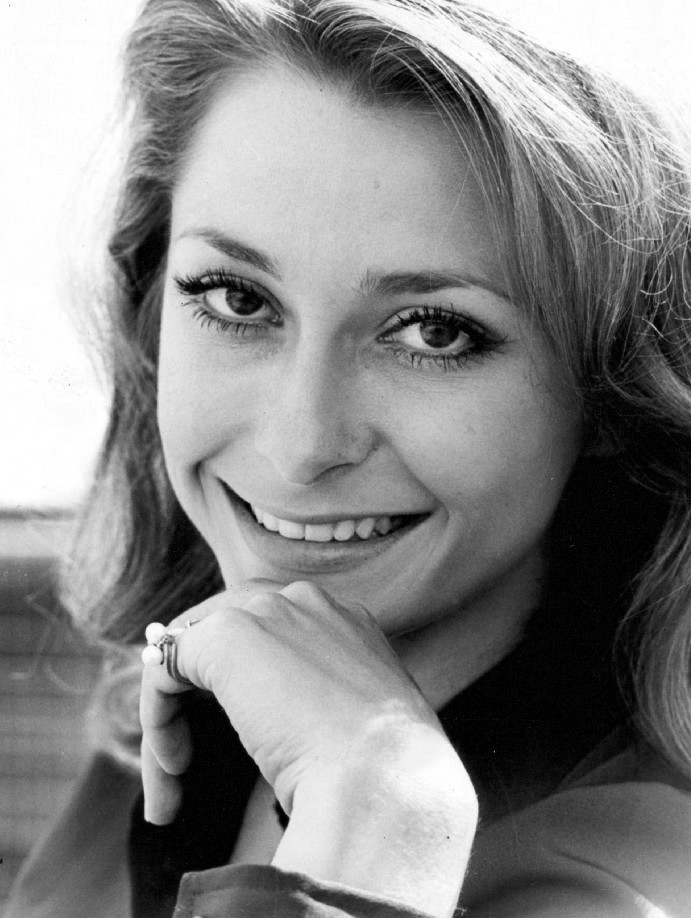
Elizabeth Ashley.

### Personaggi ricorrenti
- Mike Kershaw (stagioni 1-in corso), interpretato da Jeremy Bobb, doppiato da Francesco Bulckaen.
- Horse (stagioni 1-in corso), interpretato da Brendan Sexton III, doppiato da Edoardo Stoppacciaro.
- Lizzy (stagioni 1-in corso), interpretata da Rebecca Henderson, doppiata da Ilaria Stagni.
- Ferran (stagioni 1-in corso), interpretato da Ritesh Rajan, doppiato da Fabrizio De Flaviis.
- Beatrice (stagione 1), interpretata da Dascha Polanco, doppiata da Sara Ferranti.
- Chez Carrera (stagioni 2-in corso), interpretato da Sharlto Copley, doppiato da Andrea Lavagnino.
- Vera Peschauer (stagioni 2-in corso), interpretata da Irén Bordán, doppiata da Stefania Romagnoli.
- Delia (stagioni 2-in corso), interpretata da Athina Papadimitriu, doppiata da Roberta Gasparetti.
- Derek (stagioni 2-in corso), interpretato da Ephraim Sykes, doppiato da Thomas Rizzo.

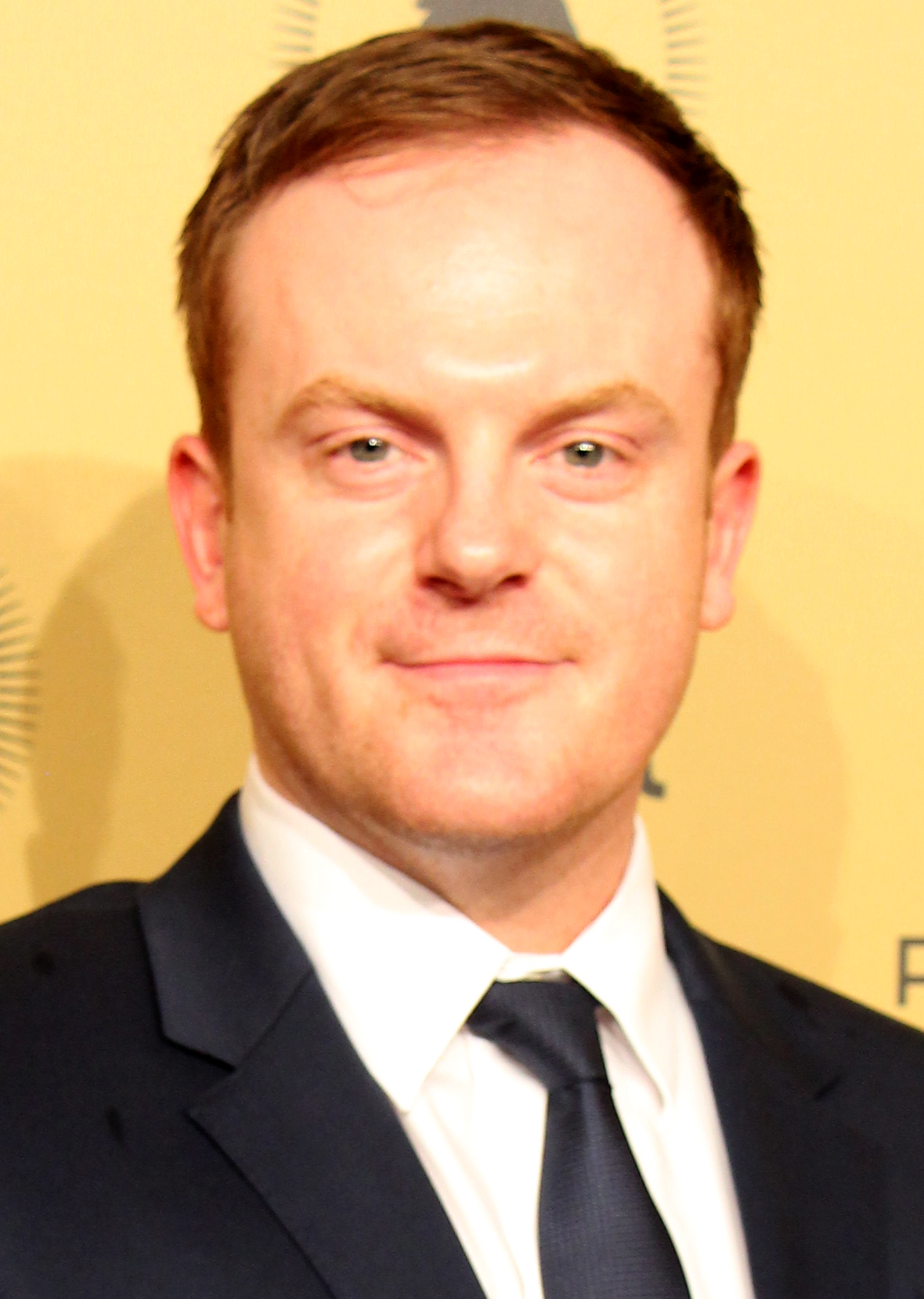
Jeremy Bobb.
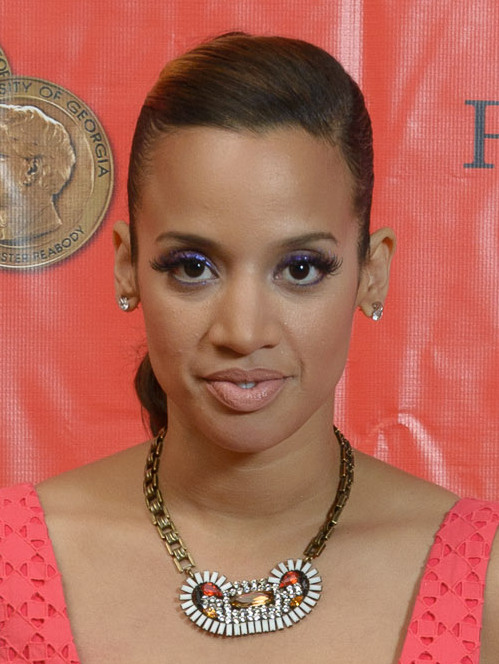
Dascha Polanco.

## Produzione

### Sviluppo
Il 20 settembre 2017, venne annunciato che Netflix aveva dato alla produzione un ordine di serie per una prima stagione composta da 8 episodi. La serie è ideata e prodotta da Natasha Lyonne, Leslye Headland e Amy Poehler. Headland e Lyonne saranno anche le sceneggiatrici della serie. Universal Television, Paper Kite Productions, Jax Media e 3 Arts Entertainment sono le case di produzione coinvolte.
Il 14 dicembre 2018 fu annunciato che la serie sarebbe stata distribuita dal 1º febbraio 2019.

### Casting
Insieme all'annuncio della serie, è stato confermato che Natasha Lyonne sarebbe stata la protagonista della serie. Il 14 dicembre 2018, venne annunciato che Greta Lee, Yul Vazquez, Elizabeth Ashley e Charlie Barnett si erano uniti al cast principale e che Dascha Polanco, Brendan Sexton III, Rebecca Henderson, Jeremy Bobb e Ritesh Rajan avrebbero recitato in ruoli ricorrenti.

### Riprese
Le riprese della prima stagione sono iniziate il 22 febbraio 2018 a New York.
Le riprese della seconda stagione sono iniziate nei primi mesi del 2020, ma sono state sospese a marzo a causa dell'espandersi della pandemia di COVID-19. Le riprese sono ricominciate a marzo 2021.

## Promozione
Il 9 gennaio 2019 è stato pubblicato il primo trailer della serie.

## Distribuzione
La prima stagione, composta da 8 episodi, è stata distribuita su Netflix il 1º febbraio 2019, in tutti i paesi in cui è disponibile.
La seconda stagione, composta da 7 episodi, è stata distribuita su Netflix il 20 aprile 2022.

## Riconoscimenti
- Golden Globe[11]
  - 2020 - Candidatura alla migliore attrice in una serie commedia o musicale a Natasha Lyonne
- Gotham Independent Film Awards[12]
  - 2019 - Candidatura alla miglior serie rivelazione - formato breve
- Premio Emmy[13]
  - 2019 – Candidatura alla miglior serie commedia
  - 2019 - Candidatura alla miglior attrice protagonista in una serie commedia a Natasha Lyonne
  - 2019 - Candidatura alla miglior sceneggiatura per una serie commedia per Niente in questo mondo è facile
  - 2019 - Candidatura alla miglior sceneggiatura per una serie commedia per Un corpo caldo
  - 2019 - Candidatura alla miglior missaggio per una serie drammatica o commedia con episodi di oltre 30 minuti per La via più facile
  - 2019 - Candidatura alla miglior montaggio video per una serie commedia single-camera per Arianna
  - 2019 - Candidatura alla migliori costumi per una serie tv per Complesso di superiorità
  - 2022 – Candidatura alla miglior fotografia per una serie single-camera per Una nuova prospettiva